# موراد هاسراتیان
موراد هاسراتیان (ارمنی: Մուրադ Մարգարի (Մորուսի) Հասրաթյան؛ زادهٔ ۲۰ ژوئن ۱۹۳۵) معمار، تاریخ‌نگار معماری اهل ارمنستان است. وی از سال ۱۹۵۸ میلادی تا کنون مشغول به فعالیت است.
- محل کار: Yerevan Project Institute, Institute of Art of National Academy of Sciences of RA,آکادمی دولتی هنرهای زیبای ارمنستان، دانشگاه دولتی ایروان

## تالیفات
َّ* Armenia: 1700 Years of Armenian Architecture